# 纹苞菊属
纹苞菊属（学名：Russowia）是菊科下的一个属，为一年生草本植物。该属仅有纹苞菊（Russowia sogdiana）一种，分布于中亚。